# شارية
شارية (815م في البصرة- 870م)، مغنية في العصر العباسي، حيث تمتعت بمكانة بارزة في حكم الواثق بالله.

## السيرة الذاتية
شارية بدت وكأنها الأبنة غير الشرعية لقبيلة قريش، ثم بيعت في سوق العبيد من قبل امرأة تدعى أنها أمها للحاكم العباسى إبراهيم بن المهدي، ابن الخليفة العباسى الثالت محمد المهدي، والأخ غير الشقيق للخليفة العباسى الخامس هارون الرشيد، والشاعرة والأميرة علية بنت المهدي. لاحقا، كان هناك نزاع حول السعر، فأمها المزعومة تدعي أنها ولدت حرة، في محاولة للحصول على المال من وراء نجاح ابنتها، لكن إبراهيم احتفظ بملكيتها حتى تحررت من عبوديتها في عصر إما المعتصم أو الواثق. نجاحها الأكبر كان في حكم الواثق.

## الأعمال
الشاهد الأهم على الإحساس الشعري والموهبة تجلى في السياق الموسيقي بينها وبين منافسها الأكبر سنا عريب المأمونية والفرق الغنائية التابعة، حسب ما ورد في كتاب الأغاني لـأبو الفرج الأصفهاني. هذا على الأغلب تم في فترة حكم المتوكل. والتقرير له أهمية في عرض الأنشطة الحياتية للمغنيات في العصر العباسى. بناء على التقرير، ورد أنه كانت طبقة المثقفين منقسمة إلى فريقين، الأول يؤيد عريب، والآخر يؤيد شارية. كان كل فريق يعبر عن استحسانه لمغنيه المفضل بالتصفيق، الطرب والارتجال.